# 胡仔
胡仔（1110年—1170年），字元任。南宋徽州績溪（今屬安徽）人。

## 生平
大觀四年（1110年）出生。胡舜陟次子。早年寓居泗上，因父蔭授迪功郎、兩浙轉運使。官至奉議郎。紹興六年（1136年）赴廣西，任廣西經略安撫司秘書，就差廣西提刑司幹辦事，居嶺外七年。父母去世後，閒居苕溪二十年，以釣魚為樂，自號苕溪漁隱，開始撰寫《苕溪漁隱叢話》。紹興三十二年，赴福建，任轉運用司幹辦公事，三年任滿，後又回到苕溪終老，續成《苕溪漁隱叢話》後集。乾道五年（1170年）卒。